# Teoria dei twistor
La teoria dei twistor (o teoria dei torsori), originariamente proposta nel 1967 da Roger Penrose, è la teoria matematica di spazio e tempo, che mappa gli oggetti geometrici dello spazio di Minkowski quadridimensionale con segnatura metrica (3,1), negli oggetti geometrici nello spazio complesso 4-dimensionale con la segnatura metrica (2,2). Le coordinate in tale spazio si chiamano twistor (torsori).
Per un certo periodo si ebbe la speranza che la teoria dei twistor fosse l'approccio giusto per giungere alla gravità quantistica, ma oggi si considera questa strada poco praticabile.
L'approccio dei twistors sembra essere un metodo naturale per risolvere le equazioni del movimento dei campi privi di massa di spin arbitrario.
Nel 2004 Edward Witten ha utilizzato la teoria dei twistor per cercare di comprendere certe estensioni di Yang-Mills, mettendola in relazione con alcune teorie delle stringhe, il modello topologico B, inclusa nello spazio dei twistors. Questo campo è stato chiamato teoria del twistor di stringa.